# Айзентрегер, Алек
Алои́з Бернха́рд Айзентре́гер (нем. Alois Bernhard Eisenträger; 16 июля 1927, Гамбург — 10 августа 2017, Северный Сомерсет, Юго-Западная Англия) — немецкий футболист, играл на позиции флангового нападающего.

## Биография

### Игровая карьера
Во время Второй мировой войны в возрасте 16 лет попал в плен и был отправлен в Великобританию в лагерь для военнопленных около Троубриджа. На ранних этапах играл за «Херн-Бей» и «Троубридж Таун», где в 1949 году его заметил «Бристоль Сити», игроком которого затем он стал.
В составе «Бристоль Сити» Айзентрегер отыграл девять сезонов, сыграв во всех турнирах 246 матчей и забил 47 голов. В сентябре 1949 года в матче Третьего дивизиона против «Ньюпорт Каунти» забил 4 гола в одном матче, который закончился со счётом 6:0 в пользу «зарянок». 
Его следующим клубом стал «Мертир-Тидвил», в котором он отыграл один сезон. Его последним клубом в карьере стал  «Челмсфорд Сити».

### Смерть
Скончался 10 августа 2016 года в возрасте 90 лет.